# American Gothic
American Gothic este o pictură făcută în 1930 de către Grant Wood. A fost catalogată de ziarele americane din perioada Marii Depresii ca un simbol al valorilor americane, iar de intelectualii avangardiști ca o critică la adresa represiunii provinciale, pictura “American Gothic” a devenit una dintre cele mai reproduse opere de artă din istorie și a rămas una dintre cele mai cunoscute picturi din arta americană.

## Expunere
Lucrarea a fost pentru prima dată expusă în anul 1930 la Art Institute of Chicago, unde se găsește și astăzi.  Lucrarea a fost atunci imediat recompensată cu suma de 300 de dolari și a creat știri care au făcut înconjorul națiunii, făcându-l pe Wood extrem de cunoscut.  Imaginea a fost "împrumutată" și satirizată la infinit,  pentru diferite scopuri, incluzând reclame și benzi desenate. 

## Inspirație
Dibble House a fost casa pe care s-a bazat pictura lui Wood. Aceasta se află în orașul Eldon din statul Iowa, SUA. În august 1930, Wood a fost dus în împrejurimile orașului de un pictor tânăr din oraș, John Sharp, căutând inspirație. Fratele lui Sharp a sugerat în 1973 că în aceasta plimbare, Wood a schițat pentru prima dată casa pe spatele unei plic. Grant Wood nu a considerat casa de la bun început că ar fi o casă frumoasă, dar a considerat-o captivantă. Cel mai timpuriu biograf al său, Durrell Garwood, a remarcat că Wood "a considerat o formă de pretențiozitate împrumutată, o absurditate structurală, de a pune o fereastră în stil gotic într-o casă atât de subțire".
Modelele care au pozat pentru acest tablou sunt Nan Wood Graham, sora artistului și dentistul acesteia, B.H. McKeeby.